# پیام اضطراری خودرو
پیام اضطراری خودرو (انگلیسی: Car SOS) یا مأموریت نوسازی اتومبیل(از نشنال جئوگرافیک فارسی) یک سریال تلویزیونی سرگرم‌کننده خودرو بریتانیایی است که از دو شبکه نشنال جئوگرافیک و مور۴ (بیشتر۴) پخش می‌شود. این سریال از سال ۲۰۱۳ آغاز شد و توسط تیم شا و فوز تَونزند اجرا می‌شود.
ماجرای برنامه این است که تیم و فوز که از نزدیک با متخصصین تعمیر خودرو کار می‌کنند به نوسازی خودروهای کلاسیک از سراسر بریتانیا و اروپا کمک می‌کنند. صاحبان ماشین‌ها که بدون اطلاع و توسط نزدیکان خود نامزد می‌شوند کسانی هستند که به دلایلی مانند ناتوانی جسمی ناشی از حادثه یا بیماری یا مشکلات مالی نتوانسته‌اند خودرو محبوب خود را تعمیر و قابل استفاده کنند. این اشخاص تا زمان تحویل کاملاً بی‌اطلاع حفظ می‌شوند تا در محلی عمومی و عادی لحظه‌ای غافلگیرکننده برایشان ایجاد کنند.